# Mont Hancock
Pour les articles homonymes, voir Hancock.
Le mont Hancock (en anglais : Mount Hancock) est un sommet montagneux situé dans le parc national de Yellowstone, dans le comté de Teton au Wyoming aux États-Unis. Il culmine à une altitude de 3 113 m.
Le mont Hancock fait partie de la Big Game Ridge, une crête de direction nord-sud et située au sud du lac Heart à la limite sud du parc. Le mont Hancock est situé dans la partie sud de la crête, à 2,4 km au sud-ouest du sentier de la rivière Snake.
Le capitaine John W. Barlow nomma le sommet en l'honneur du général Winfield Scott Hancock lors de l'exploration Barlow-Heap de Yellowstone en 1871. Hancock est connu pour avoir ordonné l'établissement de l'escorte militaire menée par le lieutenant Gustavus Cheyney Doane pour l'expédition Washburn-Langford-Doane de 1870.